# Andrei Cimili
Andrei Cimili (în rusă Андрей Анатольевич Чмиль, în franceză Andreï Tchmil; n. 22 ianuarie 1963, Habarovsk) este un fost ciclist profesionist, fost ministru al sportului în Republica Moldova, ex-director al Agenției Sportului din Republica Moldova, ex-președinte al Federației Naționale de Ciclism din Republica Moldova.

## Biografie
Andrei Cimili s-a născut pe 22 ianuarie 1963, în Habarovsk, RSFS Rusă, Uniunea Sovietică. S-a mutat apoi cu familia sa din orientul îndepărtat în RSS Ucraineană. El a început să practice ciclismul și s-a înscris la o școală de ciclism din RSS Moldovenească. În perioada sovietică a evoluat mai mult pe teritoriul Uniunii Sovietice, participând la puține competiții peste hotare. Politica glasnostului i-a permis să încerce o carieră profesională la echipa italiană Alfa Lum în 1989–1990.
După destrămarea Uniunii Sovietice, Cimili a devenit cetățean ucrainean, deși se mutase cu traiul în Belgia.
Cimili a participat de cinci ori la Tour de France, terminând cursa doar de două ori, niciodată pe podium.

A câștigat curse ca Paris–Tours în 1997 și Milano – San Remo în 1999, iar ultima victorie a sa a fost la Turul Flandrei, în anul 2000, când l-a surclasat pe rivalul Johan Museeuw pe final.
S-a retras din ciclism în anul 2002, din cauza unei accidentări.

## Cariera post-ciclism
După încheierea carierei profesionale de ciclist, Cimili s-a alăturat echipei Chocolade Jacques ca și consultant, dar la scurt timp a părăsit echipa. În 2004, el a fost împuternicit de UCI să construiască un centru de ciclism.
În august 2006, Cimili a fost numit în funcția de ministru al sportului în Republica Moldova, iar în septembrie 2006 a fost numit și în funcția de director general al Agenției Sportului, în fruntea căreia a fost până în anul 2008. În 2008 el a creat prima mare echipă de ciclism profesionist din Rusia, Tinkoff Credit Systems, care în 2009 a fost redenumită în Team Katusha, Cimili fiind președinte al ei. Pe 1 aprilie 2009, el a devenit și manager general al echipei, după ce a plecat Stefano Feltrin, care a ocupat postul din 2007. În septembrie 2011, Cimili a părăsit echipa, fiind înlocuit de Hans-Michael Holczer, fost manager la Gerolsteiner între 1998 și 2008. Cimili preconiza atunci să se consacre campaniei pentru președinția Uniunii Internațale de Ciclism, în vederea alegerilor din 2012, dar decise ulterior să nu candideze la președinția UCI, ci la cea a Uniunii europene de ciclism (UEC). La alegerile președintelui UEC din martie 2013, Cimili a pierdut în fața lui David Lappartient, cei doi fiind singurii candidați înscriși în cursa pentru președinția UEC. Tot în martie 2013 Andrei Cimili a deschis la Chișinău o fabrică de biciclete.
Andrei Cimili a fost președintele Federației de Ciclism din Moldova timp de 6 ani, până în primăvara anului 2013, când i-au expirat împuternicirile de președinte și nu a dorit să candideze pentru un nou mandat.

## Palmares
Sursa
1991
Campion național la curse de șosea în Rusia
GP Pino Cerami
Paris–Bourges
1994
GP Ouest-France
E3 Prijs Vlaanderen
Paris–Roubaix
1995
Paris–Camembert
Tour du Limousin
Stadsprijs Geraardsbergen
1997
Dwars door Vlaanderen
Paris–Tours
Memorial Rik Van Steenbergen
1998
Kuurne-Brussels-Kuurne
1999
Milano – San Remo
2000
Coppa Sabatini
Kuurne–Brussels–Kuurne
Turul Flandrei
2001
E3 Prijs Vlaanderen
GP Beghelli